# Фрау Ава
Фрау Ава (нем. Frau Ava, Ava von Göttweig, Ava von Melk, ок. 1060 — 7 февраля 1127, Кляйнвин) — австрийская монахиня-бенедиктинка, религиозная поэтесса.

## Биография

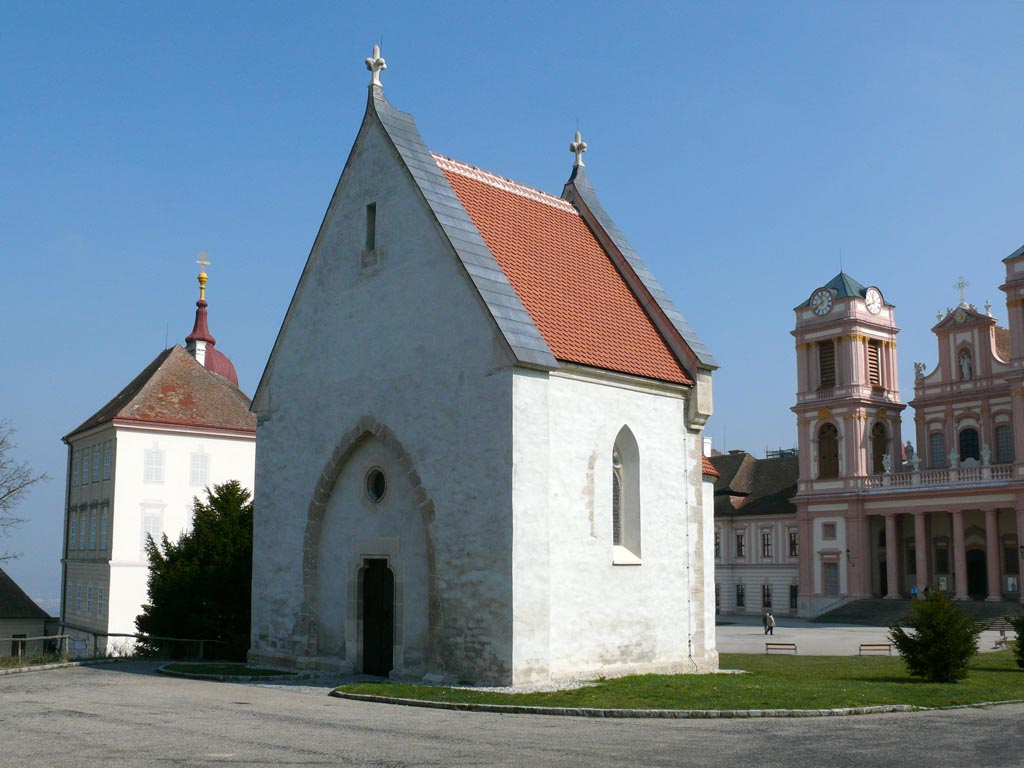
Часовня в монастыре Гёттвайг, где, скорее всего, в 1127 году была погребена Фрау Ава.

О её жизни почти ничего не известно, кроме того, что она была замужем и имела двух сыновей, Хартманна и Генриха (она упоминает их в концовке поэмы «Страшный суд»). В конце жизни удалилась в монастырь и приняла монашеский сан. Обычно фрау Аву отождествляют с монахиней Авой из монастыря Гёттвайг под Кремсом или монастыря в Мельке. Скорее всего, её двое сыновей стали священниками, в таком случае, они могли помогать своей матери духовно нести бремя монашества.
Не владея латинским языком, она, по собственному свидетельству, писала со слов сыновей, которые передавали ей содержание книги.

## Творчество
Автор нескольких религиозных поэм на средневерхненемецком языке. Поэтически переработала Евангелия, присоединив рассказ об антихристе и изображение Страшного суда.
Произведение Авы помещено в Форауской рукописи и издано Димерсом в его «Gedichte des 11 und 12 Jahrhunderts». (Вена, 1849 год).

## Произведения
- Иоанн Креститель (нем. Johannes der Täufer)
- Жизнь Иисуса (нем. Leben Jesu)
- Антихрист (нем. Antichrist)
- Страшный суд (нем. Das Jüngste Gericht)

## Современные издания
- Die Dichtungen der Frau Ava. / Kurt Schacks, Hrsg. — Graz: Akademische Druck- u. Verlagsanstalt, 1986.

## Признание
С 2003 года в Австрии каждые два года вручается литературная премия фрау Авы (нем.).